# Julian Cihi
Julian Cihi (japanisch ジュリアン・スィーヒ, * 1986 oder 1987 in Tokio) ist ein japanisch-US-amerikanischer Schauspieler und Synchronsprecher.

## Leben und Karriere
Cihi wurde als Sohn von Guy Cihi und Aki Mizusawa in Tokio geboren. Er besuchte eine internationale Schule und zog mit 17 nach New York City. Danach studierte er an der Brown University.  Anschließend setzte er sein Studium an der Tisch School of the Arts fort.
2013 spielte Cihi neben Elizabeth Olsen in der Classic-Stage-Company-Produktion von Romeo und Julia mit. 2018 bekam er in dem Film Maki eine Hauptrolle. Unter anderem lieh er 2023 die Katayanagi-Zwillinge in Scott Pilgrim hebt ab seine Stimme. Außerdem war er 2024 in der Serie The Walking Dead: The Ones Who Live zu sehen.

## Filmografie (Auswahl)

### Kinofilme
- 2018: Maki
- 2021: Homebody

### Fernsehen
- 2015: Detective Laura Diamond
- 2016: Mr. Robot
- 2017: High School Lover
- 2017: Gypsy
- 2019: The Tick
- 2021: Only Murders in the Building (Fernsehserie)
- 2024: The Walking Dead: The Ones Who Live

### Sprechrollen
- 2023: Scott Pilgrim hebt ab (Scott Pilgrim Takes Off)